# 사토 마사미
사토 마사미(일본어: 佐藤 正美, 1981년 8월 26일 ~ )는 일본의 전 축구 선수이다.

## 구단 경력
과거 요코하마 FC, 더스파 구사쓰에서 활동하였다.